# Silene kulabensis
Silene kulabensis är en nejlikväxtart som beskrevs av Boris Fedtjenko. Silene kulabensis ingår i släktet glimmar, och familjen nejlikväxter. Inga underarter finns listade i Catalogue of Life.